# A. G. Sulzberger
Arthur Gregg Sulzberger (nascido em 5 de agosto de 1980) é um jornalista estadunidense que atua como presidente da The New York Times Company e editor de seu principal jornal, The New York Times.

## Carreira

### The New York Times
Sulzberger começou a escrever para o New York Times como repórter metropolitano em fevereiro de 2009, que publicou seu primeiro artigo em 2 de março. Ele se tornou correspondente nacional, chefiando o escritório de Kansas City e cobrindo a região Centro-Oeste. O filme Kodachrome de 2017, dirigido por Mark Raso, é baseado em seu artigo de 2010 sobre uma comunidade rural que se tornou o último lugar a desenvolver filmes Kodachrome.
Em 2013, ele foi contratado pela então editora executiva Jill Abramson para liderar a equipe que produziu o Relatório de Inovação Times, uma avaliação interna dos desafios enfrentados pelo jornal na era digital. Ele foi o principal autor do relatório de 97 páginas, que documentou em "detalhes clínicos" como o Times estava perdendo terreno para "concorrentes mais ágeis" e "pediu mudanças revolucionárias". O Relatório de Inovação vazou para o BuzzFeed News em março de 2014.
Sulzberger foi nomeado editor associado de estratégia de redação em agosto de 2015. Nessa função, ele fez parte do grupo que delineou o plano do Times de dobrar a receita digital até 2020 e aumentar a colaboração entre departamentos, apelidado de "Nosso Caminho a Seguir". Em outubro de 2016, foi nomeado editor adjunto, o que o colocou na linha de sucessão de seu pai como editor. Seus primos Sam Dolnick, agora editor-chefe assistente do Times, e David Perpich, agora chefe de produtos independentes e membro do conselho da New York Times Company, também foram considerados para o cargo.
Em 14 de dezembro de 2017, foi anunciado que Sulzberger assumiria o cargo de editor em 1º de janeiro de 2018. Ele é o sexto membro da família Ochs-Sulzberger a ocupar o cargo. Embora a The New York Times Company seja pública, todas as ações com direito a voto são controladas pelo Ochs-Sulzberger Family Trust. Os registros da SEC afirmam que o "objetivo principal" do trust é que o Times continue "como um jornal independente, totalmente destemido, livre de influências ocultas e altruisticamente dedicado ao bem-estar público". Em seu primeiro dia como editor, Sulzberger escreveu um ensaio observando que estava assumindo o cargo em um "período de inovação e crescimento estimulantes", mas também em um "período de profundo desafio". Ele se comprometeu a manter o Times "nos mais altos padrões de independência, rigor e justiça".
De acordo com fontes anônimas da equipe do jornal, ao assumir seu cargo em 2018, Sulzburger "disse explicitamente aos funcionários que sua maior preocupação era que o público do jornal o visse como um 'trapo liberal...' [sua] visão para o jornal é mudar essa percepção e cortejar leitores conservadores." No entanto, esta visão foi refutada pela revista The Economist, que publicou um estudo evidenciando uma mudança gradual para a esquerda na inclinação partidária do The New York Times, começando em 2017. O ex-editor da seção de opinião do New York Times, James Bennet, também refutou essa ideia, afirmando que, como resultado de atender a um público mais partidário e de um influxo de novos jornalistas com foco em conteúdo digital, o New York Times sob A. G. Sulzberger assumiu um "preconceito iliberal".